# Videokamera

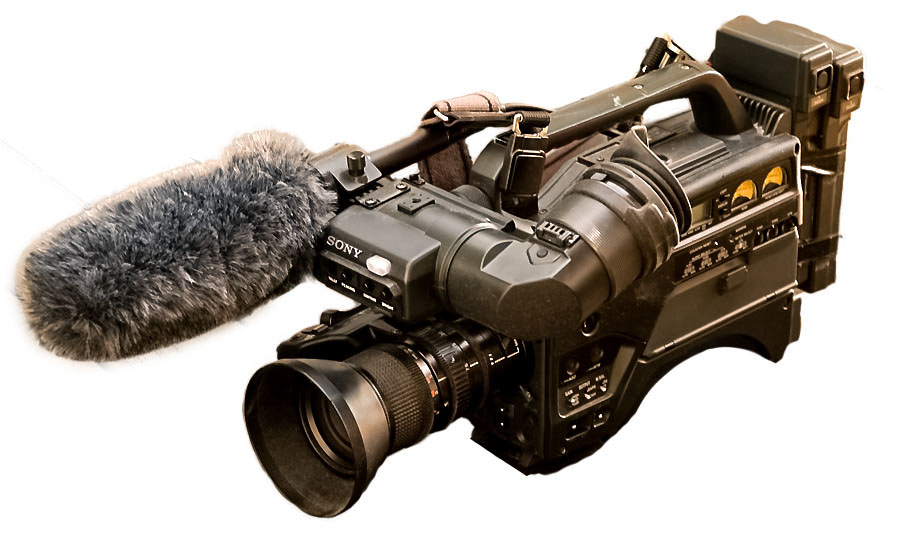
Poloprofesionální analogová kamera systému Hi 8 se třemi snímacími čipy

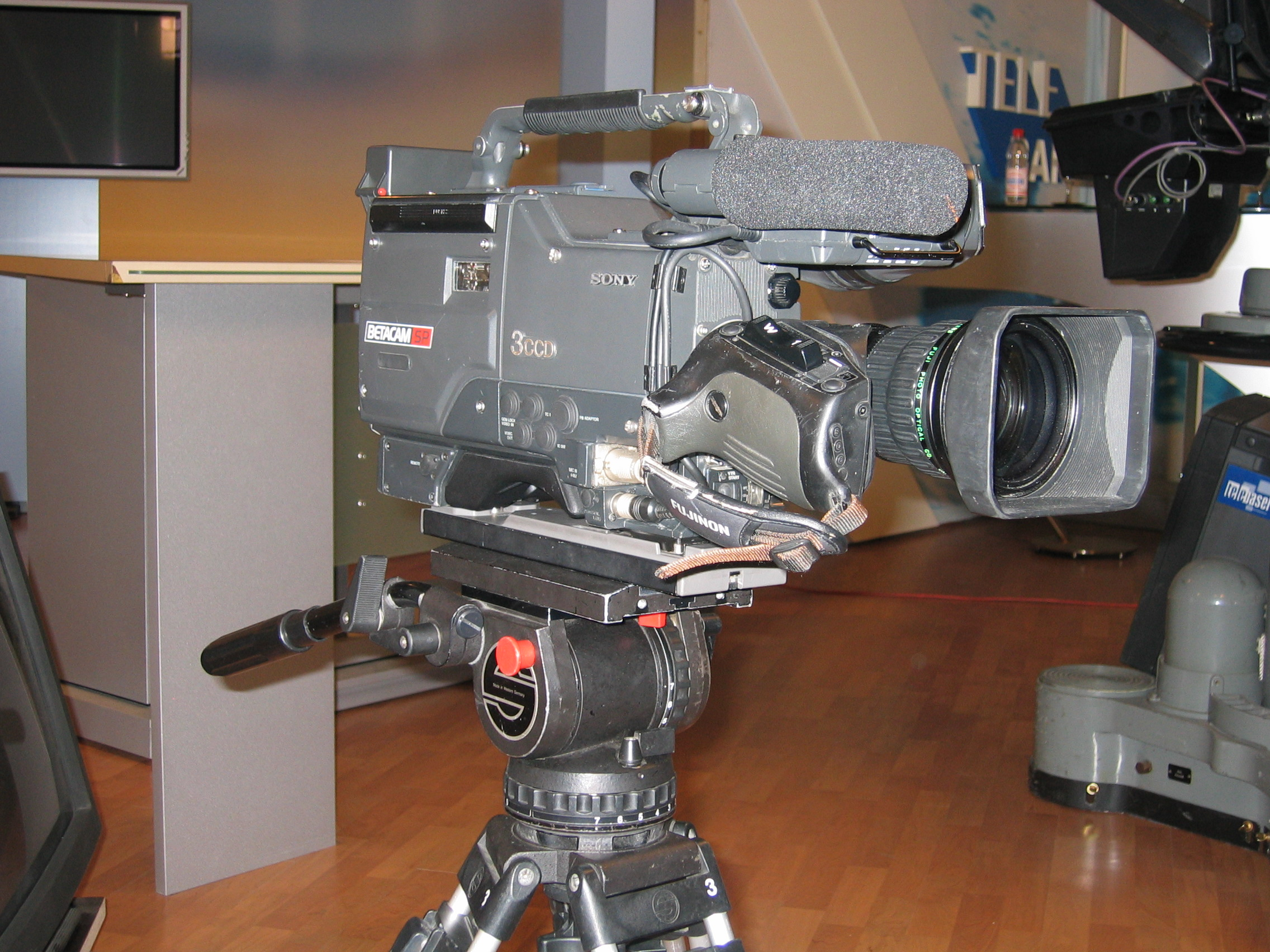
Kamera na analogový profisystém Betacam SP

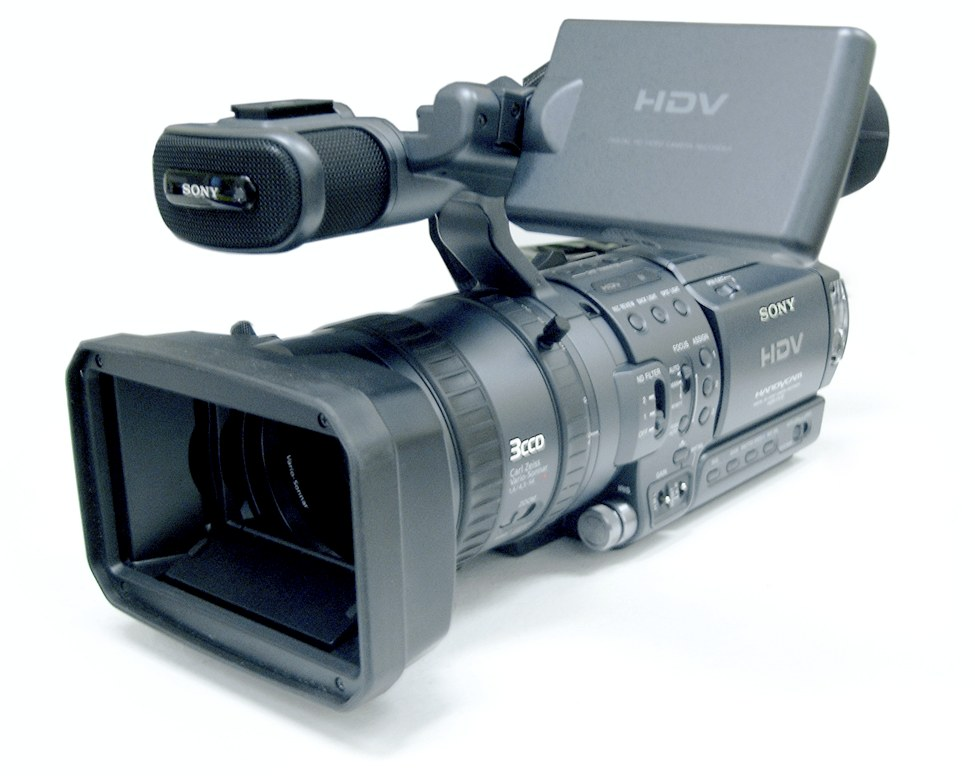
Moderní poloprofesionální kamera s vysokým rozlišením HDTV, kterou s oblibou používají profistudia

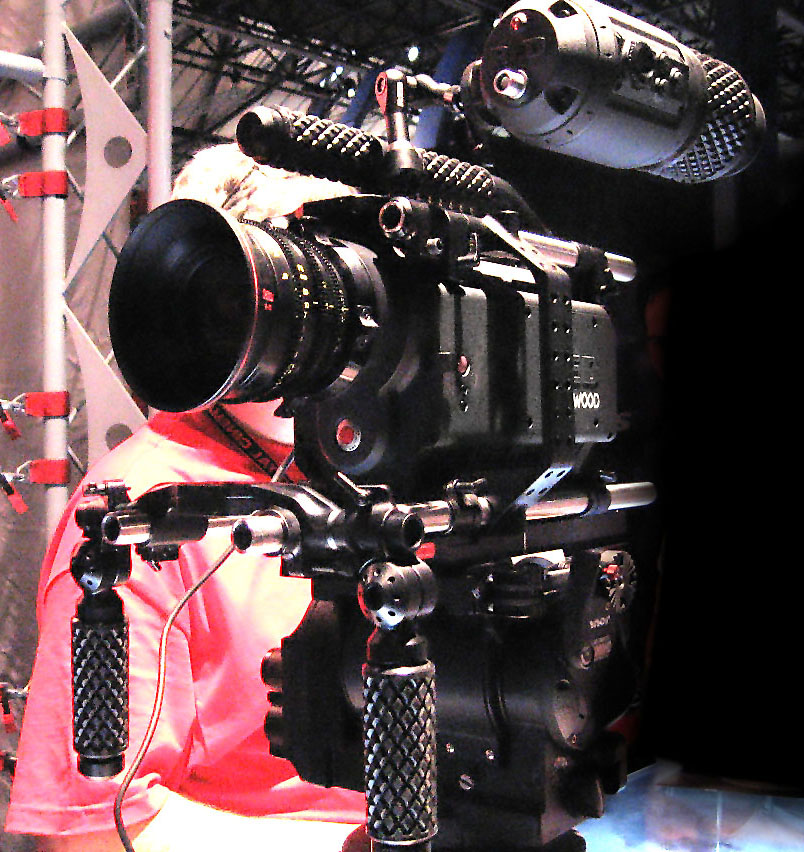
Profesionální kamera Red One

Videokamera je elektronické zařízení, sloužící k zachycení pohyblivého obrazu a synchronního zvuku. Na rozdíl od webkamery nebo kamerových systémů videokameru během provozu obvykle přímo ovládá člověk.

## Rozdělení
Podle principu a média
- Analogové filmové – záznam je prováděn na fotografický film
- Analogové páskové – dnes jsou na ústupu a téměř se nevyrábí. Minulé systémy:
  - VHS (později vylepšen na SuperVHS)
  - Video 8 (později vylepšen na Hi8)
  - VideoBeta
  - Video 2000
- Digitální – data se ukládají na
  - Videokazety
    - DV – Digital Video – nejrozšířenější systém v amatérském videu (2006)
    - D 8 – (Digital 8 – používá DV kodek) – digitální klon analogové „Video 8/Hi 8“ firmy Sony (jednostranně slučitelný)
    - DVCAM (Sony) a DVC Pro (Panasonic) – profesionální verze formátu DV doplněná zejména o TIMECODE
    - Betacam – profesionální formát, původně anologový, později DigitalBetacam

  - Paměťové karty (nejčastěji SDHC, xD)
  - Disky (DVD-R, DVD-RAM) průměru 8 cm
  - Pevné disky (HD nebo SSD)
- Bez úložného média – určené pro (bezdrátový) přenos obrazového signálu

Data na nepáskových médiích bývají většinou ukládána v komprimované ztrátové formě (MPEG-4) stylem co záběr, to soubor. Některé modely (polo)profesionálních kamer mohou mít více svazků pro média a umožňovat clusterování disků do RAID nebo výměnu jedné z vícero paměťových karet při nahrávání.
Podle uživatelů
- Profesionální – používají je velké televizní kanály a firmy natáčející reklamu. Finančně jsou velmi nákladné – vyrábí se v malých sériích
  - Studiové – určené do televizních studií, montované do pojízdných studiových stativů s integrovanými monitory a interkomem ze střihového pracoviště, konstrukce nepočítá s bateriemi ale síťovým přívodem, vyznačují se vysokou kvalitou obrazu a vyšší minimální vzdáleností zaostření; mohou být spojeny s teleprompterem
  - Přenosné (očka)
- Poloprofesionální – obecní televize, živnostníci (natáčející svatby apod.), velká studia – jako levnější (a postačující) variantu profitechniky pro práci v terénu; mohou mít vyměnitelné objektivy s manuálním ostřícím a/nebo clonovým prstencem; mají externí mikrofon a současně umožňují externí zvukový vstup; široké možnosti nastavení, mj. např. integrovaný šedý filtr
- Amatérské – též zvané handheldy pro své malé rozměry a možnost držení za poutko v jedné ruce, určené široké veřejnosti, cenově dostupné, kompaktní konstrukce, neměnitelné objektivy, nižší kvalita obrazu i zvuku v porovnání s profesionálními kamerami
- Speciální
  - Průmyslové – prvek tzv. CCTV, značná část jen v černobílé, vysoká citlivost, operativní i v noci, konstrukce na zdi a stropy budov a místností, často s možností řízení na dálku; lepší typy vybaveny i snímáním v infračerveném spektru
  - Outdoorové – miniaturní rozměry (asi o velikosti menší baterky), zpravidla široký pozorovací úhel, vysoká odolnost, často vodotěsné, prodávané v setu s úchyty na helmu, na řídítka horského kola, motocyklu nebo čtyřkolky; minimum ovládacích prvků, absence manuálního režimu, který nahrazuje automatické řízení expozice
  - Do automobilu – začaly se prodávat v posledních několika letech, inzerované jako „svědek“ případných dopravních nehod nebo sporných situací; předtím existovaly instalace do policejních vozů, které měly dva režimy záznamu – úsporný a intenzivní
  - Špionážní – po éře Studené války se nyní prodávají jako gadgets v různých provedeních, např. zabudované do maket předmětů, přívěsků, zapalovačů, propisek apod. Většinou nahrávají v nízké kvalitě, často bez zvuku a v širokoúhlém zobrazení, s minimálními nebo žádnými možnostmi nastavení.
  - Kamerové sondy – pro ad hoc aplikace, mezi mnoha například pro průzkumné roboty nebo nitrotělní sondy při náročných operacích.

## Princip snímání obrazu
Zjednodušeně – světlo odražené od snímaného objektu prochází objektivem a přes soustavu zrcadel dopadá na světlocitlivý snímací čip (v minulosti na snímací elektronku). Tam je přeměněno na elektrický proud, který elektronika kamery zpracuje na:
- Analogový televizní obraz – televizní řádkování podle barvonosné normy
  - PAL B/G a N – 625 řádků
  - SECAM – 625 řádků
  - NTSC a PAL M – 525 řádků
- V dnešní době se setkáme hlavně se snímači obrazu CCD a CMOS. CMOS je oproti CCD, v použití pro snímání, poměrně nová technologie, mezi jejíž výhody patří nižší výrobní cena a použití nižšího provozního napětí. Tyto snímače ale většinou nedosahují kvalit CCD. Ve videokamerách nižší až střední třídy se setkáme obvykle s jediným snímačem, na kterém je nanesená Bayerova maska, propouštějící pro každý pixel jen danou barvu – kanály RGB. U poloprofesionálních až profesionálních kamer se používají snímače tři, obraz je cestou rozložen soustavou polopropustných zrcadel nebo hranolem na jednotlivé složky, ze kterých každá barva RGB dopadne na jiný snímač.

První digitální videokameru sestrojil v prosinci 1975 Steve Sasson, pracující ve firmě Kodak.

## Full HD kamery
Full HD kamery jsou digitální kamery využívající obvykle záznamové médium SSD nebo flash disků. Umožňují nahrávat video ve vysoké kvalitě full HD (high definition) s rozlišením 1080p (1920×1080px). Tyto kamery se díky vývoji technologií a miniaturizaci stávají dostupné pro všechny typy uživatelů. Proto se Full HD kamery používají v profesionální filmařině, záznamy dovolených, adrenalinové sporty (speciální typ minikamery), záznamové zařízení v automobilech, záznam pro potřeby policie, celní správy jako důkazní materiál.